# Naarasjärvi
Naarasjärvi är en sjö i kommunen Soini i landskapet Södra Österbotten i Finland. Arean är 39 hektar och strandlinjen är 4,34 kilometer lång. Sjön  ingår i Kumo älvs huvudavrinningsområde.   Den ligger omkring 64 kilometer öster om Seinäjoki och omkring 300 kilometer norr om Helsingfors. 